# Pontus Plænge
Pontus Plænge, född 14 juni 1971 i Norrköping, är en svensk skådespelare och regissör.

## Biografi
Plænge är utbildad vid Teaterhögskolan i Stockholm 1990–1993. Han har varit verksam som skådespelare vid bland annat Stockholms stadsteater, Turteatern och Radioteatern. Mellan 2010 och 2020 var han verksam som regissör och skådespelare vid Östgötateatern, där han bland annat gjort roller som Prior i Angels in America och Georges i La Cage Aux Folles och Estragon i I väntan på Godot, samt iscensättningar av Hamlet, Swedenhielms, Dissekering av ett snöfall och Rampfeber med flera.
Plænge startade 1996 Shakespeare på Gräsgården (ShpG) i Vadstena, en sommarteater med sin verksamhet förlagd utomhus på klosterområdet i Vadstena. År 2019 flyttades verksamheten till en gammal foderfabrik vid Ullevi cirka 3 km sydväst om Vadstena och kallas sedan dess Shakespearefabriken. Plænge har verkat som konstnärlig ledare sedan starten och har alltjämt (2024) denna roll.

## Teater

### Regi (ej komplett)
| År   | Produktion                                               | Upphovsmän                                                       | Teater                    |
| ---- | -------------------------------------------------------- | ---------------------------------------------------------------- | ------------------------- |
| 1999 | Trettondagsafton Twelfth Night, or What You Will         | William Shakespeare                                              | Shakespeare på Gräsgården |
| 2000 | Att tukta en argbigga The Taming of the Shrew            | William Shakespeare                                              | Shakespeare på Gräsgården |
| 2001 | Slutet gott! Allting gott? All's Well That Ends Well     | William Shakespeare Översättning Margot Lande och Pontus Plaenge | Shakespeare på Gräsgården |
| 2002 | Richard III The Life and Death of King Richard the Third | William Shakespeare Översättning Lars Huldén                     | Shakespeare på Gräsgården |
| 2003 | En midsommarnattsdröm A Midsummer Night's Dream          | William Shakespeare                                              | Shakespeare på Gräsgården |
| 2006 | Köpmannen i Venedig The Merchant of Venice               | William Shakespeare                                              | Shakespeare på Gräsgården |
| 2007 | Romeo och Juliet The Tragedy of Romeo and Juliet         | William Shakespeare                                              | Dalateatern               |
| 2008 | Dödsdansen                                               | August Strindberg                                                | Malmö Stadsteater         |
| 2009 | Dagbok för Selma Ottilia Lovisa                          | Emma Broström                                                    | Dalateatern               |
| 2009 | Muntra fruarna i Windsor The Merry Wives of Windsor      | William Shakespeare                                              | Shakespeare på Gräsgården |
| 2010 | Beyond Therapy                                           | Christopher Durang Översättning Pamela Jaskoviak                 | Östgötateatern            |
| 2011 | Som ni vill ha det As you Like it                        | William Shakespeare                                              | Shakespeare på Gräsgården |
| 2011 | TO be OR not to be                                       |                                                                  | Östgötateatern            |
| 2013 | Hamlet                                                   | William Shakespeare                                              | Östgötateatern            |
| 2014 | Swedenhielms                                             | Hjalmar Bergman                                                  | Östgötateatern            |
| 2015 | En midsommarnattsdröm A Midsummer Night's dream          | William Shakespeare                                              | Shakespeare på Gräsgården |
| 2016 | Henrik IV Henry IV                                       | William Shakespeare                                              | Shakespeare på Gräsgården |
| 2017 | Dissekering av ett snöfall                               | Sara Stridsberg                                                  | Östgötateatern            |
| 2018 | Farmor och vår Herre                                     | Hjalmar Bergman                                                  | Östgötateatern            |
| 2020 | Rampfeber Noises Off                                     | Michael Frayn Översättning Johan Huldt                           | Östgötateatern            |
| 2020 | Slutet gott, allting gott All's Well That Ends Well      | William Shakespeare Översättning Margot Lande och Pontus Plænge  | Östgötateatern            |
| 2021 | Clownen Jac                                              | Hjalmar Bergman                                                  | Östgötateatern            |
| 2021 | Vintersagan The Winter's Tale                            | William Shakespeare                                              | Shakespearefabriken       |
| 2023 | Kaos är granne med Gud                                   | Lars Norén                                                       | Östgötateatern            |
| 2024 | Ambulans                                                 | Paula Stenström Öhman                                            | Teaterhögskolan i Luleå   |
| 2024 | Lika för lika Measure for measure                        | William Shakespeare                                              | Shakespearefabriken       |

### Roller (ej komplett)
| År   | Roll                                                       | Produktion                                                                          | Regi                                     | Teater                    |
| ---- | ---------------------------------------------------------- | ----------------------------------------------------------------------------------- | ---------------------------------------- | ------------------------- |
| 1996 | Freddy Eynsford-Hill                                       | Pygmalion George Bernard Shaw                                                       | Giles Havergal                           | Stockholms stadsteater    |
| 1997 | Fyedka                                                     | Spelman på taket Jerry Bock, Sheldon Harnick och Joseph Stein                       | Georg Malvius                            | Stockholms stadsteater    |
| 1999 | Mattias Krone                                              | Stockholmsblod Olov Svedelid och Kalle Sörnäs                                       | Peter Harryson                           | Stockholms stadsteater    |
| 2001 | Konferencieren                                             | Maratondansen Horace McCoy                                                          | Andreas Lindal                           | Turteatern                |
| 2001 | Parolles                                                   | Slutet gott! Allting gott? William Shakespeare                                      | Pontus Plaenge                           | Shakespeare på Gräsgården |
| 2002 | Kanin Kanin                                                | Kanin Kanin Coline Serreau                                                          | Elisabeth Frick                          | Turteatern                |
| 2004 | Hamlet                                                     | Hamlet William Shakespeare                                                          | Andreas Forner Lindal/ Per-Johan Persson | Shakespeare på Gräsgården |
| 2006 | Hamlet                                                     | Hamlet William Shakespeare                                                          | Andreas Forner Lindal/ Per-Johan Persson | Shakespeare på Gräsgården |
| 2010 |                                                            | Familjen (August: Osage County) Tracy Letts                                         | Tereza Andersson                         | Östgötateatern            |
| 2011 | Hugo Bruhn                                                 | Final Victoria Benedictsson                                                         | Gustaf Deinoff                           | Östgötateatern            |
| 2012 | Prior                                                      | Änglar i Amerika (Angels in America) Tony Kushner                                   | Tereza Andersson                         | Östgötateatern            |
| 2016 | Georges                                                    | La Cage Aux Folles Harvey Fierstein, Jerry Herman                                   | Mattias Carlsson                         | Östgötateatern            |
| 2018 | Estragon                                                   | I väntan på Godot Samuel Beckett                                                    | Pelle Öhlund                             | Östgötateatern            |
| 2020 | Parolles, Bertrams tjänare                                 | Slutet gott, allting gott (All's Well That Ends Well) William Shakespeare           | Pontus Plænge                            | Östgötateatern            |
| 2021 | Jac                                                        | Clownen Jac Hjalmar Bergman                                                         | Pontus Plænge                            | Östgötateatern            |
| 2022 | Herr Zeller Max (Understudy) Kapten von Trapp (Understudy) | Sound of Music Richard Rodgers, Oscar Hammerstein, Howard Lindsay och Russel Crouse | Ronny Danielsson                         | Kulturhuset Stadsteatern  |
| 2023 | Petruccio                                                  | Argbiggan                                                                           | Ronny Danielsson                         | Shakespearefabriken       |